# 乐滢
乐滢（1977年5月—），中国前女子游泳运动员，专项为短距离和中距离自由泳。她曾获得1994年亚洲运动会游泳比赛女子200米自由泳金牌。